# Adrian Câciu
Adrian Câciu (ur. 20 lutego 1974 w Bukareszcie) – rumuński ekonomista i urzędnik państwowy, w latach 2021–2023 minister finansów, od 2023 do 2024 minister inwestycji i projektów europejskich.

## Życiorys
W 1997 ukończył studia ze stosunków międzynarodowych i biznesu na Akademii Studiów Ekonomicznych w Bukareszcie. W 2011 na tej samej uczelni uzyskał magisterium z zarządzania projektami rozwoju obszarów wiejskich. Zawodowo związany z resortem rolnictwa i podległymi mu instytucjami. Był dyrektorem gabinetu sekretarza stanu i członkiem komitetu zarządzającego Agentia Domeniilor Statului, agencji zajmującej się nieruchomościami rolnymi.
W listopadzie 2021 z rekomendacji Partii Socjaldemokratycznej został ministrem finansów w utworzonym wówczas rządzie, na czele którego stanął Nicolae Ciucă. W czerwcu 2023 objął urząd ministra inwestycji i projektów europejskich w powołanym wtedy gabinecie Marcela Ciolacu, który sprawował do grudnia 2024.
W wyborach w 2024 uzyskał mandat posła do Izby Deputowanych.